# Santiago Martínez Rodríguez
Santiago Martínez Rodríguez (Elx, 29 de març de 1983) és un polític valencià, diputat al Congrés dels Diputats en la X Legislatura.

## Biografia
Fill del regidor del PP per Elx Santiago Martínez. És llicenciat en Administració i direcció d'empreses, màster en Comerç Internacional i Consultor de Comerç Exterior. Militant del Partido Popular des de 2001, és el responsable del programa Empact de recol·locació de treballadors en el Pacte Local per l'Ocupació d'Elx, i secretari tècnic de l'Observatori de la Pime del Ministeri d'Indústria, Turisme i Comerç.
Fou elegit diputat per la província d'Alacant a les eleccions generals espanyoles de 2011. És portaveu adjunt de la Comissió d'Economia i Competitivitat del Congrés dels Diputats.